# Боависта (писта)
Писта Боависта (на португалски език: Circuito da Boavista) е писта за провеждане на автомобилни и мотоциклетни състезания, намираща се в Порто, Португалия.

## Име
Най-дългата и права част от пистата преминава по улицата „Avenida da Boavista“, разположена в самия град Порто, откъдето идва и наименованието на пистата – Boavista.

## История
На тази писта са се провеждали стартове за Голямата награда на Португалия във Формула 1 през 50-те и 60-те години на ХХ век. През 2007, 2009, 2011 и 2013 година на трасето се провежда един от кръговете в Световния шампионат на WTCC.

## Характеристика
- Сегашната конфигурация на пистата12 завоя

## Победители във Формула 1
| Година | Пилот        | Конструктор    | Писта    | Статистика |
| ------ | ------------ | -------------- | -------- | ---------- |
| 1960   | Джак Брабам  | Купър-Клаймакс | Боависта | Статистика |
| 1958   | Стърлинг Мос | Вануол         | Боависта | Статистика |

## Резултати
| Сезон | # | Кръг (м) | Пол позишън         | Пол позишън | НБО                 | НБО     | Победител                            |
| ----- | - | -------- | ------------------- | ----------- | ------------------- | ------- | ------------------------------------ |
| 1960  | 3 | 7 (407)  | Джон Съртис Лотус   | 2'25.56     | Джон Съртис Лотус   | 2'27.53 | Джак Брабам Cooper-Ковънтри Клаймакс |
| 1958  | 1 | 7 (500)  | Стърлинг Мос Вануел | 2'34.2      | Майк Хауторн Ферари | 2'32.37 | Стърлинг Мос Вануел                  |

## Стартове извън шампионата на Формула 1
| Сезон | Пилот                | Конструктор          |
| ----- | -------------------- | -------------------- |
| 1955  | Жан Бера             | Мазерати 300S        |
| 1953  | Мане Ногейра Пинту   | Ферари 250 MM Spyder |
| 1952  | Еудженио Кастелоти   | Ферари 225S          |
| 1951  | Казимиру де Оливейра | Ферари 340           |